# KBO 리그 팀 승패 관련 기록
아래는 한국 프로 야구 팀 승패 관련 기록이다.

## 승

### 시즌 최다승

#### 순위 (1위팀만)
| 순위 | 기록 | 팀   | 연도   | 경기수  | 승패          | 승률  | 기타          | 주석 |
| 1    | 93승 | 두산 | 2016년 | 144경기 | 93승 50패 1무 | 0.650 | 정규 리그 1위 |      |
| 1    | 93승 | 두산 | 2018년 | 144경기 | 93승 51패     | 0.646 | 정규 리그 1위 |      |
| 2    | 91승 | 현대 | 2000년 | 133경기 | 91승 40패 2무 | 0.695 | 드림 리그 1위 |      |
| 3    | 88승 | SSG  | 2022년 | 144경기 | 88승 52패 4무 | 0.629 | 정규 리그 1위 |      |
| 3    | 87승 | KIA  | 2017년 | 144경기 | 87승 56패 1무 | 0.608 | 정규 리그 1위 |      |
| 4    | 84승 | SK   | 2010년 | 133경기 | 84승 47패 2무 | 0.632 | 정규 리그 1위 |      |
| 5    | 83승 | SK   | 2008년 | 126경기 | 83승 43패     | 0.659 | 정규 리그 1위 |      |
| 6    | 82승 | 삼성 | 2002년 | 133경기 | 82승 47패 4무 | 0.636 | 정규 리그 1위 |      |
| 7    | 81승 | 해태 | 1993년 | 126경기 | 81승 42패 3무 | 0.655 | 정규 리그 1위 |      |
| 8    | 81승 | LG   | 1994년 | 126경기 | 81승 45패     | 0.643 | 정규 리그 1위 |      |
| 8    | 81승 | 현대 | 1998년 | 126경기 | 81승 45패     | 0.643 | 정규 리그 1위 |      |
| 10   | 81승 | KIA  | 2009년 | 133경기 | 81승 48패 4무 | 0.609 | 정규 리그 1위 |      |

#### 기록 추이
| 기록 | 팀   | 연도   | 경기수  | 승패          | 승률  | 기타                 | 주석 |
| 56승 | OB   | 1982년 | 80경기  | 56승 24패     | 0.700 | 전기 1위, 후기 2위   |      |
| 77승 | 삼성 | 1985년 | 110경기 | 77승 32패 1무 | 0.706 | 전기와 후기 모두 1위 |      |
| 79승 | 해태 | 1991년 | 126경기 | 79승 42패 5무 | 0.647 | 정규 리그 1위        |      |
| 81승 | 해태 | 1993년 | 126경기 | 81승 42패 3무 | 0.655 | 정규 리그 1위        |      |
| 91승 | 현대 | 2000년 | 133경기 | 91승 40패 2무 | 0.695 |                      |      |

### 팀 최다 연승 기록
| 순위 | 기록 | 팀     | 감독     | 첫 승리                   | 연속 승리               | 시즌 최종 순위 | 주석 및 기타       |
| 1    | 37승 | 삼성   | 선동열   | 2015. 3. 25 문학 두산     | ~ 2015. 6. 30 잠실 LG   | 1위            | 1무 포함           |
| 2    | 22승 | 삼성   | 김영덕   | 1986. 5. 27 대구 OB       | ~ 6. 14 잠실 MBC        | 2위            |                    |
| 2    | 22승 | SK     | 김성근   | 2010. 4. 14 대전 한화     | ~ 5. 4 문학 넥센 김성근 | 1위            |                    |
| 4    | 15승 | 삼성   | 김응용   | 2002. 9. 10 대구 LG       | ~ 10. 12 대구 현대      | 1위            |                    |
| 4    | 15승 | NC     | 김경문   | 2016. 6. 1 마산 두산      | ~ 6. 20 수원 kt         | 2위            |                    |
| 6    | 14승 | 빙그레 | 김영덕   | 1992. 5. 12 대구 삼성     | ~ 5. 26 사직 롯데       | 2위            |                    |
| 7    | 13승 | 삼성   | 김영덕   | 1985. 8. 25 인천 청보     | ~ 9. 17 구덕 롯데       | 1위            |                    |
| 7    | 13승 | 쌍방울 | 김성근   | 1996. 8. 14 전주 현대 DH1 | ~ 8. 28 대전 한화 DH1   | 3위            |                    |
| 7    | 13승 | 삼성   | 김용희   | 2000. 6. 28 대구 SK DH2   | ~ 7. 12 대전 한화       | 3위            | 1무 포함           |
| 10   | 12승 | 해태   | 김응용   | 1988. 4. 30 전주 태평양   | ~ 5. 15 잠실 MBC        | 1위            | 1무 포함           |
| 10   | 12승 | 해태   | 김응용   | 1994. 5. 13 수원 태평양   | ~ 5. 28 전주 쌍방울 DH1 | 4위            |                    |
| 10   | 12승 | 삼성   | 김응용   | 2002. 10.19 광주 KIA      | ~ 2003. 4. 16 수원 현대 | 4위(03년)      | 2003년 10연승 기록 |
| 10   | 12승 | 삼성   | 선동열   | 2010. 6. 23 잠실 두산     | ~ 7. 7 문학 SK          | 2위            |                    |
| 10   | 12승 | 한화   | 김경문   | 2025. 4. 26 대전 kt       | ~ 5. 11 고척 키움       |                |                    |
| 15   | 11승 | 삼성   | 김영덕   | 1985. 4. 12 인천 삼미     | ~ 4. 27 잠실 OB         | 1위            | 1무 포함           |
| 15   | 11승 | 현대   | 김재박   | 1998. 8. 28 대구 삼성     | ~ 9. 7 군산 쌍방울      | 1위            |                    |
| 15   | 11승 | 현대   | 김재박   | 2003. 4. 17 수원 삼성     | ~ 4. 30 대구 삼성 DH2   | 1위            |                    |
| 15   | 11승 | KIA    | 김성한   | 2003. 8. 21 광주 한화     | ~ 9. 3 대구 삼성 DH2    | 3위            |                    |
| 15   | 11승 | SK     | 김성근   | 2007. 6. 19 사직 롯데     | ~ 7. 3 대구 삼성        | 1위            |                    |
| 15   | 11승 | 롯데   | 로이스터 | 2008. 7. 27 사직 한화     | ~ 9. 2 사직 LG          | 3위            |                    |
| 15   | 11승 | KIA    | 조범현   | 2009. 7. 30 사직 롯데     | ~ 8. 12 광주 롯데       | 1위            |                    |
| 15   | 11승 | 넥센   | 장정석   | 2018. 8. 2 문학 SK        | ~ 8. 15 대구 삼성       | 4위            |                    |
| 15   | 11승 | 두산   | 이승엽   | 2023. 7. 1 울산 롯데      | ~ 7. 25 잠실 롯데       | 5위            |                    |
| 24   | 10승 | 해태   | 김응용   | 1996. 7. 28 광주 현대     | ~ 8. 8 광주 한화        | 1위            |                    |
| 24   | 10승 | LG     | 천보성   | 1997. 4. 18 사직 롯데     | ~ 4. 29 잠실 OB         | 2위            |                    |
| 24   | 10승 | 한화   | 이희수   | 1999. 9. 24 인천 현대     | ~ 10. 5 대전 삼성       | 1위            |                    |
| 24   | 10승 | 두산   | 김인식   | 2000. 6. 16 수원 현대     | ~ 6. 27 잠실 현대       | 2위            |                    |
| 24   | 10승 | LG     | 이광은   | 2000. 9. 1 사직 롯데 DH2  | ~ 10. 1 잠실 삼성       | 4위            |                    |
| 24   | 10승 | 삼성   | 김응용   | 2001. 6. 5 대구 두산      | ~ 6. 16 광주 해태       | 2위            |                    |
| 24   | 10승 | SK     | 조범현   | 2005. 7. 30 문학 현대     | ~ 8. 13 잠실 두산       | 3위            |                    |
| 24   | 10승 | 두산   | 김태형   | 2018. 6. 5 고척 넥센      | ~ 6. 16 대전 한화       | 1위            |                    |
| 24   | 10승 | 한화   | 김경문   | 2025. 7. 4 고척 키움      | ~ 7. 22 잠실 두산       |                |                    |

### 팀 최다 연승 기록 추이
| 기록   | 팀   | 감독   | 첫 승리                                           | 연속 승리                           | 연승 실패                      | 시즌 최종 순위 | 주석 및 기타 |
| 3연승  | 롯데 |        | 1982년 3월 28일                                   | 4월 4일                             |                                |                |              |
| 4연승  | 삼성 | 서영무 | 1982년 3월 31일                                   | 4월 8일                             |                                |                |              |
| 5연승  | 삼성 | 서영무 | 1982년 4월 17일                                   | 4월 25일                            |                                |                |              |
| 11연승 | 삼성 | 김영덕 | 1985년 4월 12일 (인천 삼미 전 - 승)               | 4월 27일 (잠실 OB 전 - 승)          |                                | 1위            | 1무 포함     |
| 13연승 | 삼성 | 김영덕 | 1985년 8월 25일 (인천 청보 전 - 승)               | 9월 17일 (구덕 롯데 전 7-4 승)      | 9월 18일 (구덕 롯데 전 0-2 패) | 1위            | [ 1 ]        |
| 13연승 | 삼성 | 김영덕 | * 9월 15일 무등 해태 전 5-16으로 승리 12연승 기록 |                                     |                                |                |              |
| 16연승 | 삼성 | 김영덕 | 1986년 5월 27일 (대구 OB 전 - 승)                 | 6월 14일 (잠실 MBC 전 - 승)         |                                | 2위            | [ 1 ]        |
| 22연승 | SK   | 김성근 | 2009년 8월 25일 (문학 두산 전 연장 10회 2-3 승)   | 2010년 3월 30일 (잠실 LG 전 3-0 승) | 4월 2일 (문학 두산 전 10-3 패) | 1위            | 1무 포함     |

## 패

### 시즌 최다패

#### 순위
| 순위 | 기록 | 팀     | 연도   | 경기수  | 승패          | 승률 | 기타 | 주석  |
| 1    | 97패 | 쌍방울 | 1999년 | 132경기 | 28승 97패 7무 |      |      | [ 3 ] |
| 2    | 97패 | 롯데   | 2002년 | 133경기 | 35승 97패 1무 |      |      |       |

#### 기록 추이
| 기록 | 팀     | 연도   | 경기수  | 승패          | 승률  | 1위와 게임차 | 기타 | 주석  |
| 65패 | 삼미   | 1982년 | 80경기  | 15승 65       | 0.250 | 41.0         |      | [ 4 ] |
| 70패 | 청보   | 1985년 | 110경기 | 39승 70패 1무 | 0.358 | 38.0         |      | [ 5 ] |
| 97패 | 쌍방울 | 1999년 | 132경기 | 28승 97패 7무 | 0.224 | 41.5         |      | [ 3 ] |
| 97패 | 롯데   | 2002년 | 133경기 | 35승 97패 1무 | 0.265 | 48.5         |      | [ 3 ] |

### 팀 최다 연패 기록 추이
| 기록   | 팀   | 감독   | 첫 패전                             | 연속 패전                      | 연패 탈출                      | 시즌 최종 순위  | 주석 및 기타 |
| 6연패  | 삼미 | 박현식 | 1982년 4월 7일                      | 4월 15일                       | 4월 17일 구덕                  |                 |              |
| 8연패  | 롯데 | 박영길 | 1982년 5월 26일 대구 삼성 전 0-1 패 | 6월 6일 구덕 삼성 전 3-2 패    | 6월 8일 구덕 해태 전 3-5 승    | 전후기 모두 5위 | [ 6 ]        |
| 11연패 | 삼미 | 박현식 | 1982년 6월 26일                     | 7월 21일 (인천 해태 전 5-4 패) | 7월 22일 (인천 해태 전 4-7 승) |                 |              |
| 18연패 | 삼미 | 김진영 | 1985년 3월 31일 부산 롯데 전 0-3 패 | 4월 29일 (인천 롯데 전 9-3 패) | 4월 30일 (인천 MBC 전 0-4 승)  |                 | [ 7 ]        |
| 18연패 | 한화 | 한용덕 | 2020년 5월 23일 창원 NC전 0-3 패    | 6월 12일 (대전 두산전 2-5 패)  | 6월 13일 (대전 두산전 7-6 승)  |                 |              |

### 개막전 포함 팀 최다 연패 기록 추이
| 기록   | 팀   | 감독   | 첫 패전                             | 연속 패전                            | 연패 탈출                       | 시즌 최종 순위                   | 주석 및 기타                 |
| 2연패  | 삼성 | 서영무 | 1982년 3월 27일 서울 MBC전 7-11 패  | 3월 28일 (대구 삼미 5-3 패)          | 3월 31일 (대구 삼미 1-5 승)     | 54승 26패 전기 2위, 후기 1위     | [ 8 ]                        |
| 3연패  | 삼미 | 김진영 | 1984년 4월 7일 인천 삼성 전 9-8 패  | 4월 10일 (부산 롯데 전 2-5 패)       | 4월 12일 (부산 롯데 전 3-2 승)  | 38승 59패 3무 전후기 모두 6위    | [ 9 ]                        |
| 4연패  | 삼미 | 김진영 | 1984년 4월 7일 인천 삼성 전 9-8 패  | 4월 11일 (부산 롯데 1-7 패)          | 4월 12일 (부산 롯데 전 3-2 승)  | 38승 59패 3무 전후기 모두 6위    | [ 9 ]                        |
| 5연패  | 청보 | 허구연 | 1986년 3월 29일 대구 삼성 전 5-6 패 | 4월 3일 (잠실 MBC 전 0-2 패)         | 4월 6일 (춘천 빙그레 전 8-9 승) | 32승 74패 2무 전기 6위, 후기 7위 |                              |
| 6연패  | 청보 | 허구연 | 1986년 3월 29일 대구 삼성 전 5-6 패 | 4월 4일 (잠실 MBC 전 4-7 패)         | 4월 6일 (춘천 빙그레 전 8-9 승) | 32승 74패 2무 전기 6위, 후기 7위 |                              |
| 7연패  | 청보 | 허구연 | 1986년 3월 29일 대구 삼성 전 5-6 패 | 4월 5일 (인천 빙그레 전 5-0 패)      | 4월 6일 (춘천 빙그레 전 8-9 승) | 32승 74패 2무 전기 6위, 후기 7위 | [ 10 ]                       |
| 8연패  | 롯데 | 백인천 | 2003년 4월 5일 수원 현대 전 0-3 패  | 4월 13일 (사직 KIA 전 3-2패)         | 4월 20일 (대전 한화 전 9-0 승)  | 39승 91패 3무 8팀 중 8위         | 두산도 이날 SK에 져 8연패함  |
| 9연패  | 롯데 | 백인천 | 2003년 4월 5일 수원 현대 전 0-3 패  | 4월 15일 (잠실 LG 전 0-2 패)         | 4월 20일 (대전 한화 전 9-0 승)  | 39승 91패 3무 8팀 중 8위         | 두산 한화에 이겨 연패 탈출   |
| 10연패 | 롯데 | 백인천 | 2003년 4월 5일 수원 현대 전 0-3 패  | 4월 16일 (잠실 LG 전 0-4 패)         | 4월 20일 (대전 한화 전 9-0 승)  | 39승 91패 3무 8팀 중 8위         |                              |
| 11연패 | 롯데 | 백인천 | 2003년 4월 5일 수원 현대 전 0-3 패  | 4월 17일 (잠실 LG 전 0-5 패)         | 4월 20일 (대전 한화 전 9-0 승)  | 39승 91패 3무 8팀 중 8위         |                              |
| 12연패 | 롯데 | 백인천 | 2003년 4월 5일 수원 현대 전 0-3 패  | 4월 19일 (대전 한화 DH2차 전 2-3 패) | 4월 20일 (대전 한화 전 9-0 승)  | 39승 91패 3무 8팀 중 8위         | 4월 19일 DH1차 전 3-3 무승부 |
| 13연패 | 한화 | 김응용 | 2013년 3월 9일 광주 KIA 전 3-13 패  | 4월 14일 (대전 LG 전 8-0 패)         | 4월 16일 (대전 NC 전 4-6 승)    |                                  |                              |

## 기타 기록

### 최다 득점차 역전승
| # | 점수차 | 팀   | 감독   | 날짜         | 구장 | 상대 팀 | 경기 내용                                             | 주석 및 기타 |
| 1 | 10점   | SK   | 이만수 | 2013. 05. 08 | 문학 | 두산    | 9 0 2 / 0 0 0 / 1 0 0 (12) 1 0 0 / 0 1 4 / 0 5 2 (13) | [ 11 ]       |
| 2 | 9점    | 현대 |        | 2003. 05. 27 | 수원 | KIA     | 1 0 0 / 0 1 0 / 5 1 0 (7)                             | [ 12 ]       |
| 3 | 8점    | OB   |        | 1982. 04. 25 | 춘천 | 삼미    |                                                       |              |
| 3 | 8점    | MBC  |        | 1986. 07. 05 | 잠실 | 삼성    |                                                       |              |
| 3 | 8점    | 롯데 |        | 1993. 09. 07 | 사직 | 태평양  |                                                       |              |
| 3 | 8점    | 롯데 |        | 1995. 04. 23 | 사직 | 삼성    |                                                       |              |

#### 최다 득점차 역전승 기록 추이
| 기록   | 팀   | 날짜         | 구장 | 상대 팀 | 경기 결과                                             | 주석 및 기타 |
| 4점차  | MBC  | 1982. 03. 27 | 서울 | 삼성    | 7 - 11 (10회 연장)                                    | [ 13 ]       |
| 8점차  | OB   | 1982. 04. 25 | 춘천 | 삼미    |                                                       |              |
| 9점차  | 현대 | 2003. 05. 27 | 수원 | KIA     | 1 0 0 / 0 1 0 / 5 1 0 (7)                             | [ 12 ]       |
| 10점차 | SK   | 2013. 05. 08 | 문학 | 두산    | 9 0 2 / 0 0 0 / 1 0 0 (12) 1 0 0 / 0 1 4 / 0 5 2 (13) | [ 11 ]       |

### 9회말 최다 득점차 역전승
| 기록  | 팀   | 날짜         | 구장   | 상대팀 | 9회말 시작 점수 | 경기 결과 | 주석 및 기타 |
| 6점차 | 넥센 | 2017. 09. 03 | 고척   | KIA    | 7 - 1           | 7 - 8     |              |
| 5점차 | NC   | 2020. 07. 05 | 창원   | KIA    | 6 - 1           | 6 - 7     |              |
| 5점차 | 해태 | 1990. 06. 03 | 광주   | 롯데   | 7 - 2           | 7 - 8     | [ 14 ]       |
| 4점차 | MBC  | 1983. 04. 10 | 동대문 | 롯데   | 8 - 4           | 8 - 9     | ?            |